# 普什奇納縣
49°59′N 18°57′E / 49.983°N 18.950°E

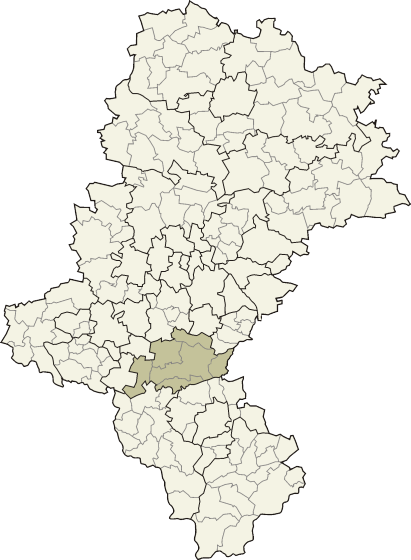

普什奇納縣（波兰语：Powiat pszczyński）是波蘭的縣份，位於該國南部，由西里西亞省負責管轄，首府設於普什奇納，面積473平方公里，2006年人口104,638，人口密度每平方公里220人。